# 平夷郡
平夷郡，中国古代郡名。
西晋永嘉五年（311年），分牂柯郡设置平夷郡。治所在平夷县（今贵州省仁怀市西南）。领平夷县、鄨县，平夷郡属于宁州。东晋咸安元年（371年）平夷郡改为平蛮郡。历经刘宋、萧齐，萧梁末年，废平蛮郡。 